# Blue Star Line

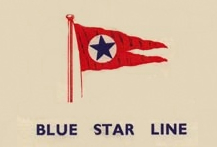
Seit 1928 verwendete Hausflagge der Blue Star Line

Die Blue Star Line (BSL) war eine britische Reederei mit Hauptsitz in London, die einen sehr erfolgreichen Liniendienst nach Südamerika betrieb. Die Schifffahrtsdienste wurden im Laufe der Zeit bis Australien, Nordamerika und Ostasien ausgeweitet. Das Unternehmen gehörte zu den Pionieren im Geschäft der Verschiffung von Tiefkühlprodukten mit Kühlschiffen und Kühlcontainern.

## Geschichte
Sir Derek Vestey, später Baron, eröffnete 1895 in London eines der ersten Geschäfte für Tiefkühlprodukte, vorrangig Fleisch und Gemüse. In diesem Bereich der Nahrungsmittelindustrie gehören die Vesteys zu den Pionieren und das Unternehmen firmierte als Vestey Bros. & Co. Ltd. In Argentinien, Brasilien und Venezuela wurden in schneller Folge Rinderfarmen aufgebaut, später kamen noch Zuckerplantagen u. ä. hinzu. Das Fleisch wurde an Ort und Stelle zu Fertigprodukten weiterverarbeitet. 1897 wurden in Buenos Aires die ersten Kühlhallen errichtet, diese Geschäftsaktivitäten wurden in der Firma United Cold Storage Company zusammengefasst. Das in Südamerika produzierte Fleisch wurde anschließend nach Europa verschifft. Von da an war es nicht mehr weit, bis zur Idee, das mit eigenen Schiffen zu tun.

### Gründung Blue Star Line (1909)
1909 kaufte Vestey sein erstes eigenes Frachtschiff mit umfangreichen Kühleinrichtungen und 1911 wurde die Blue Star Line gegründet.
Die Aufgaben der neu gegründeten Blue Star Line war zu Beginn die Verschiffung von tiefgekühltem Fleisch von Südamerika nach Europa. Muttergesellschaft der BSL war die United Cold Storage Company und deren übergeordnete Holding war die Vestey Group Plc. Zeichen der Reederei war ein blauer Stern auf weißen Grund und die Schornsteine waren Rot mit einem zentralen weißen Kreis, in dessen Mitte ein blauer Stern stand, die Kappe war schwarz mit einem schmalen weißen Band im unteren Teil. Die Schiffsnamen fingen zu Beginn alle mit B an (z. B. Brodstone), 1920 wurde dies geändert: Die Schiffe wurden alle nach Ländern oder Städten benannt und am Ende stand immer Star (z. B. Australia Star oder Tacoma Star).

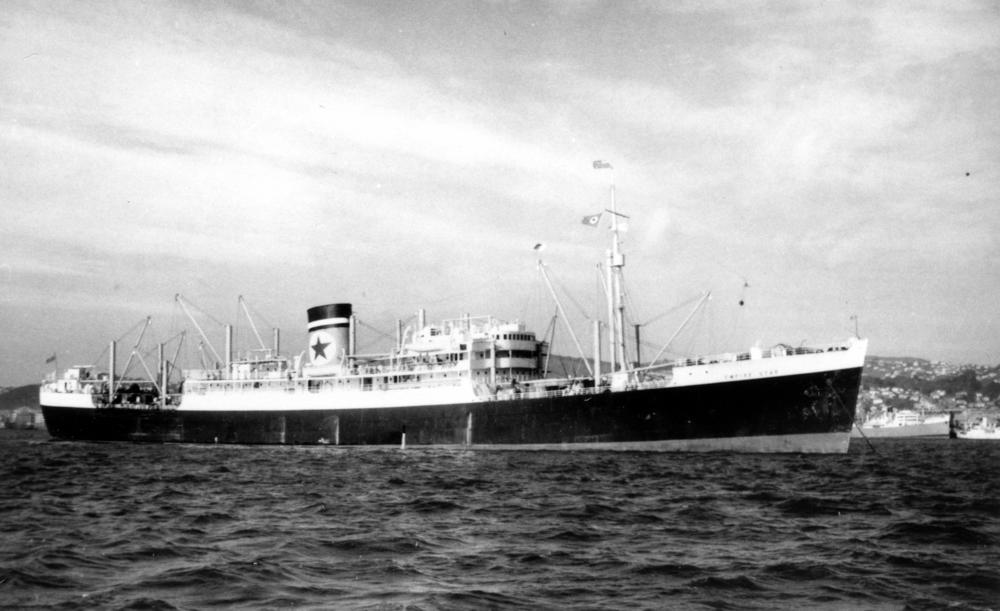
Die Empire Star

Die Route verlief von London-Southampton-Lissabon-(Teneriffa/Las Palmas)-Rio de Janeiro-Santos-Montevideo und Buenos Aires. 1911 wurde der Dienst nach Ostasien über dem Sueskanal eröffnet. 1920 eröffnete man den Transpazifik-Dienst zu den US-Pazifik Häfen (Los Angeles, San Francisco bis Vancouver) über dem Panamakanal. Ab 1933 wurden auch Australien und Neuseeland bzw. seit 1935 Südafrika, dem Liniennetz hinzugefügt. Die Schiffe der Reederei waren meist Frachter mit großen Tiefkühleinrichtungen, was auch auf die später gebauten Passagierschiffe zutraf. Im späteren Verlauf kamen auch reine Frachtschiffe zur Flotte. Alle Frachter (auch die Containerschiffe) hatten eines gemein: Sie waren auch für den Transport von Passagieren gut eingerichtet.

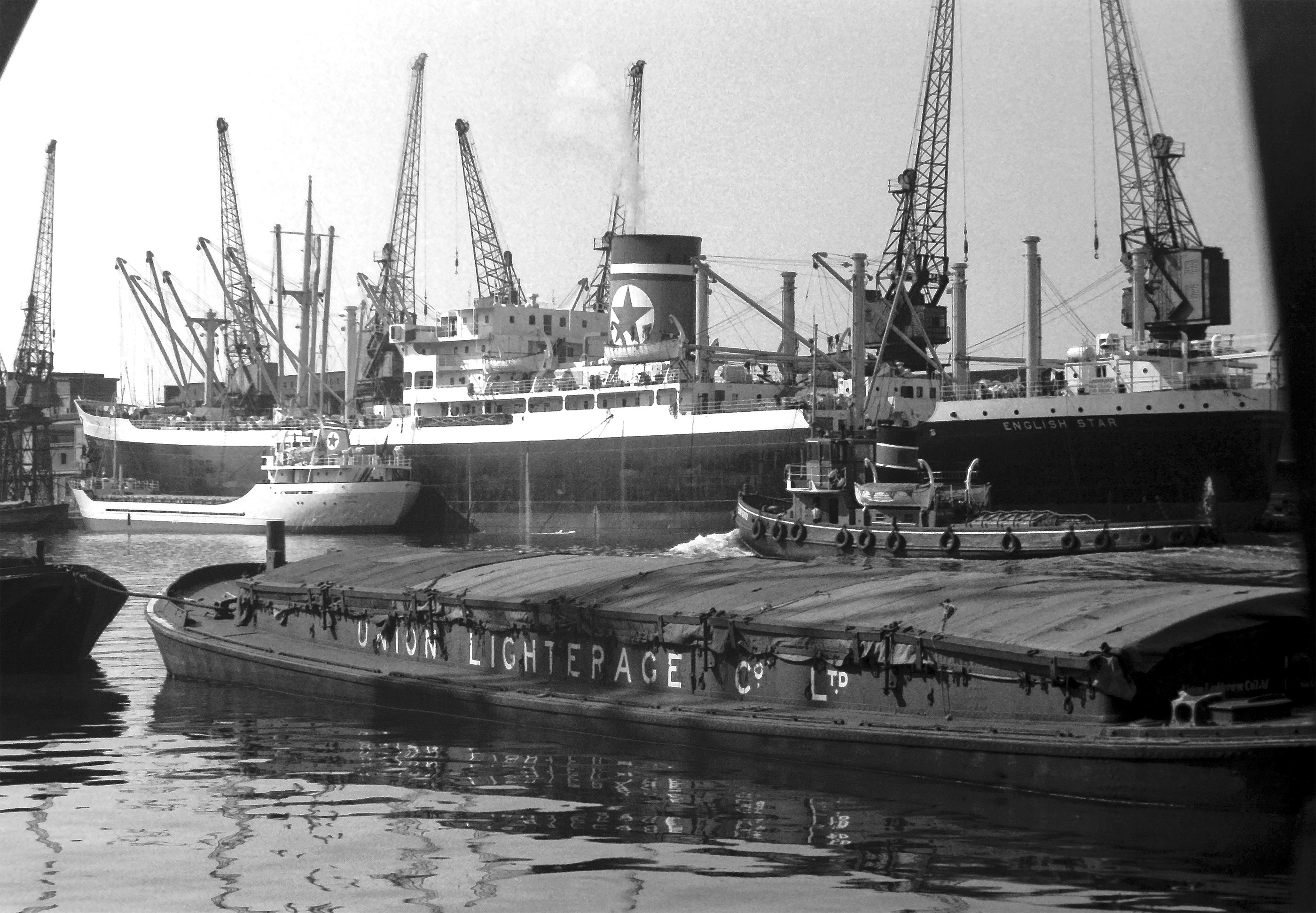
English Star mit dem Reederei-eigenen Küstenmotorschiff Crouch 1967 in den Londoner Docks

Das Unternehmen entwickelte sich großartig und war von Anfang an erfolgreich im Geschäft. Ab Mitte der 1920er Jahre liefen die ersten Passagierschiffe der Flotte zu. Die zwischen 1926/27 gebauten Schiffe der A-Klasse – Almeda Star (I), Andalucia Star (I), Arandora Star, Avila Star (I), und Avelona Star (I) – mit 14000 BRT waren mittelgroße Schiffe für den Südamerika-Dienst. Auf dieser Route herrschte ein reger Verkehr, Reedereien aus der ganzen Welt hatten sich auf diesen Dienst spezialisiert; so die Royal Mail Line, Lamport & Holt, Booth Line, Hamburg-Süd, Chargeurs Reunis, Cie. de Nav. Sudatlantique u. v. m. Die Blue Star Line konnte sich aber sehr gut behaupten und belegte einen der vorderen Plätze. Die Frachtschifffahrt stellte den Hauptstützpfeiler der Reederei dar. 1935 übernahm die Blue Star Line die bankrotte Leyland Line und baute das Unternehmen zu einer Tochterfirma aus, für die auch einige Blue Star-Schiffe registriert waren. In den 1930er Jahren expandierte man stark, doch der bald einbrechende Zweite Weltkrieg bedeutete fürchterliche Schiffsverluste für die BSL. 1944 bzw. 1946 wurden die erfolgreichen, aber durch den Krieg in wirtschaftliche Schwierigkeiten geratenen, Reedereien Lamport & Holt und Booth Line angekauft. Mit dem Kriegsende ging man zielstrebig zum Wiederaufbau der Flotte über und hatte bald die alte Stellung wieder inne.
1952 eröffnete die Blue Star Line unter der Bezeichnung Austasia Line einen Dienst von Australien nach Ostasien (Singapur, Indonesien, Malaysia). 1957 gründete die BSL, zusammen mit der New Zealand Shipping Company und der Shaw, Savill & Albion Line ein Joint Venture unter der Bezeichnung Crusader Shipping Company. Mitte der 1960er Jahre begannen große Veränderungen in der Schifffahrt einzusetzen, allen voran der Container. Die Blue Star Line erkannte den Trend richtig und gab bereits 1965 die ersten Containerschiffe in Auftrag, die 1967 als New Zealand Star und Southland Star den Dienst aufnahmen. Dem Ursprungsgeschäft blieb die Reederei weiterhin treu und stellte spezielle Kühlschiffe in Dienst. 1972 wurden alle Liniendienste eingestellt und die Blue Star Line war zur Container-Reederei geworden. 1975 änderte sich der Name der Reederei in Blue Star Ship Management Ltd.

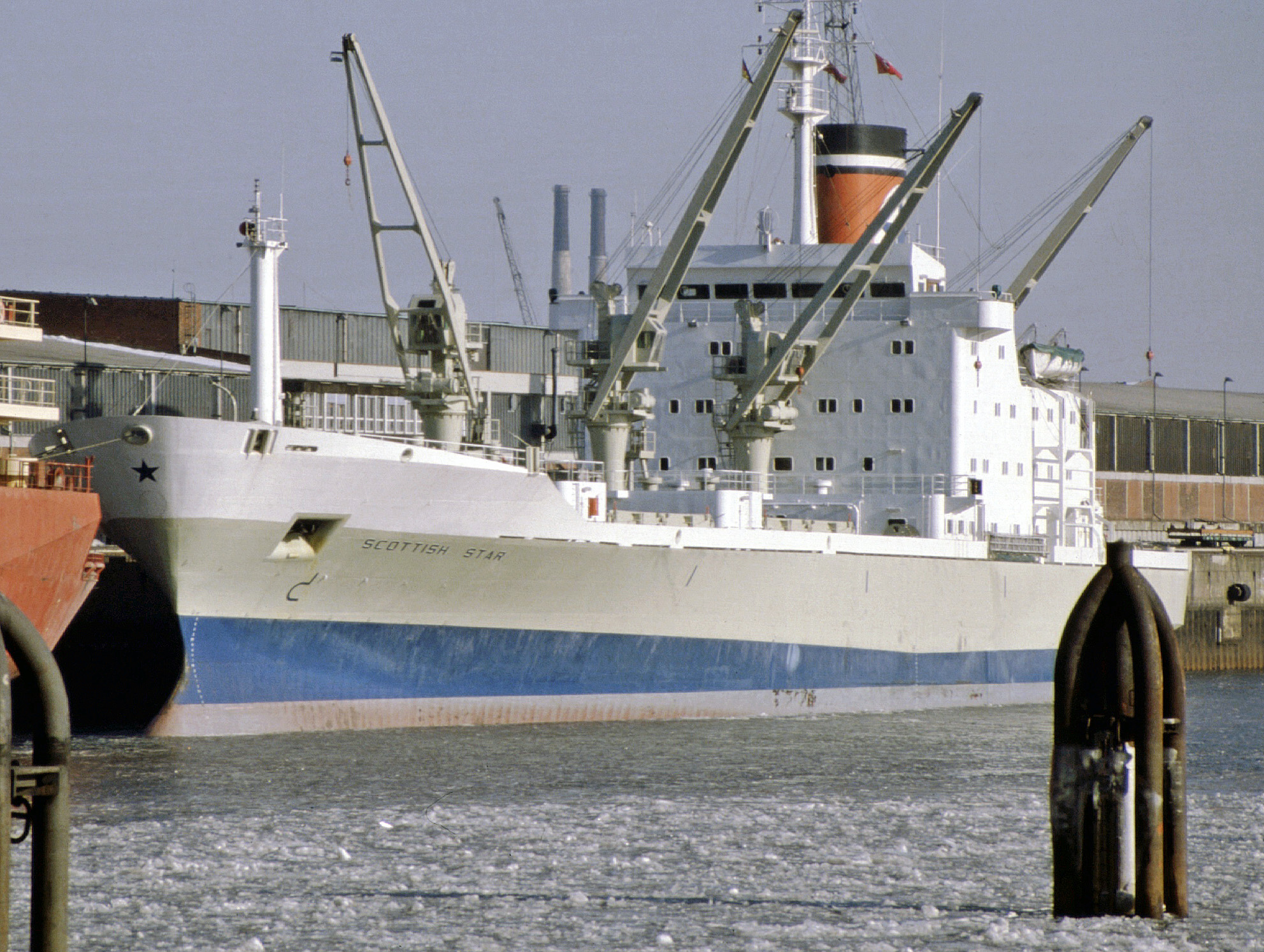
Kühlschiff Scottish Star 1986 in Hamburg

### Blue Star Ship Management Ltd. (1972)
1971 gründete die BSL in Zusammenarbeit mit der P&O sowie weiteren Partnern, die Reederei Associated Container Transportation (ACT). Bis 1991 wurde ACT betrieben und dann aufgelöst, die beiden Partner übernahmen die von ihnen eingebrachten Schiffe selbst und im selben Jahr wurden die beiden Tochterunternehmen Lamport & Holt und Booth Line eingestellt.

### Verkauf am P&O (1998)
1998 verkaufte die Vestey-Familie den Containerdienst der Blue Star Line an die P&O. Die Kühlschiffe wurden unter dem Label Albion Reefers bis 2001 weitergeführt und dann auch verkauft. Die Vestey Group Plc ist heute immer noch in ihren Ursprungsgeschäft erfolgreich tätig, aber seit 2001 bestehen keinerlei Schifffahrtsaktivitäten mehr. Die Blue Star Line bestand allerdings unter P&O-Regie weiter, aber als Reederei ohne eigene Schiffe.

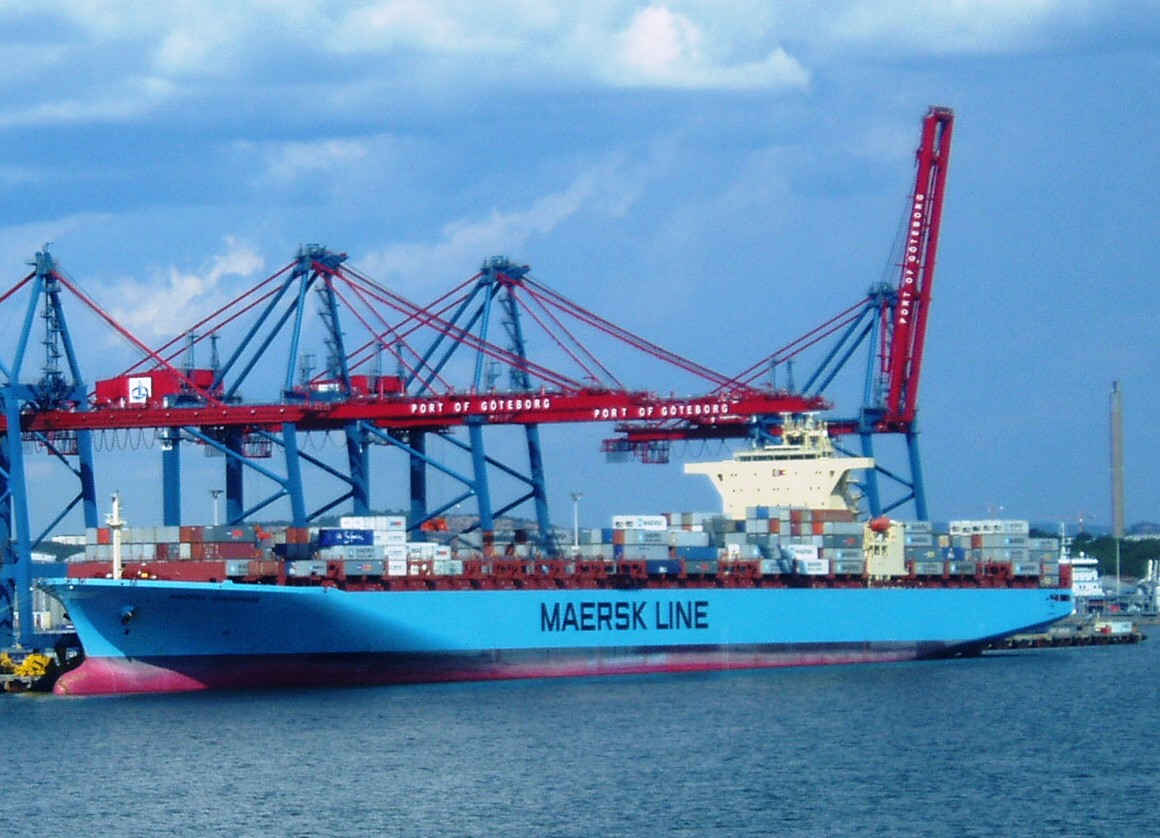
Die Maersk Singapore (ex Monteverdi Star) der Blue Star Line in Göteborg

### Neugründung in Hamburg und Fusion mit Maersk (2002)
2002 wurde die Reederei Blue Star GmbH in Hamburg neu gegründet. 2005 wurde P & O Nedlloyd mit der A.P. Moeller Maersk-Gruppe fusioniert, dadurch kam die Reederei Blue Star GmbH als eine 100%ige Tochter zur Maersk Gruppe. Durch die 2008 durchgeführte Konzentration auf das Kerngeschäft wurde von Maersk beschlossen, Blue Star zu verkaufen.

### Übernahme durch Komrowski Befrachtungskontor (2009)
2009 übernahm das Komrowski Befrachtungskontor KG die 34 Containerschiffe der Blue-Star-Flotte. Damit erhöht sich die Komrowskiflotte auf insgesamt 52 Schiffe, vorwiegend Containerschiffe, die eine Gesamtkapazität von rund 190.000 TEU Stellplätze aufweisen.
Am 14. Dezember 2011 gab E.R. Schiffahrt bekannt, dass man sich mit dem Mitbewerber Komrowski zu einer neuen Reederei namens Blue Star Holding zusammenschließen wolle. Dadurch entstünde die größte deutsche Reedereigruppe mit mehr als 160 Schiffen. Die Kapitalmehrheit an dieser neuen Reederei würde bei E. R. Capital, der Holdinggesellschaft der E. R. Schiffahrt-Gruppe, liegen.

### Weitere Reedereien mit diesen Namen
2004 wurde die Blue Star Line A/S mit Sitz in Faaborg gegründet. Die Blue Star Line A/S war im Bereich Offshore Wind tätig und wurde Mitte 2023 liquidiert.
2012 gab Clive Palmer die Gründung der Blue Star Line Pty Ltd bekannt, die einen Nachbau der Titanic (Schiff) realisieren sollte.

## Schiffe (Auswahl)

### Passagierschiffe
| Jahr        | Name               | Tonnage   | Werft                                    | Status/Schicksal                                                                          |
| 1924 (1916) | Trojan Star (I)    | 9257 BRT  | k. A.                                    | 1917: ex La Perouse, CGT / 1924 an BSL / 1955 außer Dienst                                |
| 1926        | Almeda Star (I)    | 12848 BRT | Cammell Laird, Birkenhead                | 1941 bei Schottland torpediert und gesunken (360 Tote)                                    |
| 1926        | Andalucia Star (I) | 12846 BRT | John Brown & Co., Clydebank              | 1935: 14943 BRT / 1942 bei Freetown torpediert und (4 Tote)                               |
| 1927        | Arandora Star      | 12847 BRT | Cammell Laird, Birkenhead                | 1940 im Atlantik torpediert und gesunken (805 Tote)                                       |
| 1927        | Avila Star (I)     | 12872 BRT | John Brown & Co., Clydebank              | 1929: 14443 BRT / 1942 bei den Azoren torpediert und gesunken (84 Tote)                   |
| 1927        | Avelona Star (I)   | 12858 BRT | John Brown & Co., Clydebank              | 1931: 13376 BRT / 1940 SW vor Land's End, Cornwall, UK, torpediert und gesunken (1 Toter) |
| 1947        | Argentina Star (I) | 11610 BRT | Cammell Laird, Birkenhead                | 1972 außer Dienst                                                                         |
| 1947        | Brasil Star        | 11610 BRT | Cammell Laird, Birkenhead                | 1972 außer Dienst                                                                         |
| 1948        | Uruguay Star       | 11610 BRT | Cammell Laird, Birkenhead                | 1971 außer Dienst                                                                         |
| 1948        | Paraguay Star      | 11610 BRT | Cammell Laird, Birkenhead                | 1969 außer Dienst                                                                         |
| 1963 (1950) | Iberia Star        | 10854 BRT | John Cockerill S.A., Hoboken (Antwerpen) | 1950: ex Thysville, CMB / 1963 an BSL / 1972 verkauft                                     |

### Frachtschiffe
| Jahr        | Name                 | Tonnage    | Werft                                    | Status/Schicksal                                                                         |
| 1910 (1896) | Brodstone            | 4927 BRT   | k. A.                                    | 1896: ex Indraghiri, Indra Line / 1910 an BSL / 1917 bei Irland torpediert und gesunken  |
| 1911        | Broderick            | 4331 BRT   | k. A.                                    | 1918 bei Hastings torpediert und gesunken                                                |
| 1912 (1899) | Brodvale             | 5987 BRT   | k. A.                                    | 1899: ex Tomoana, Tyser Line / 1912 an BSL / 1920: Tudor Star (I) / 1934 außer Dienst    |
| 1912 (1891) | Brodland             | 2989 BRT   | k. A.                                    | 1891: ex Highland Mary, Nelson Line / 1912 an BSL / 1913 bei Wales gesunken              |
| 1914        | Brodhurst            | 3071 BRT   | k. A.                                    | 1920: Milton Star / 1927 verkauft                                                        |
| 1915 (1899) | Brodholme            | 5673 BRT   | Clydebank Eng. & SB Co. Ltd., Clydebank  | 1899: ex Nairnshire, SSL / 1915 an BSL / 1920: Gothic Star (I) / 1938 außer Dienst       |
| 1915 (1895) | Brodmore             | 5628 BRT   | k. A.                                    | 1895: ex Rakaia, NZSCo / 1915 an BSL / 1920: Roman Star (I) / 1934 außer Dienst          |
| 1915 (1894) | Brodness             | 5537 BRT   | Hawthorn, Leslie & Co. Ltd., Newcastle   | 1894: ex Banffshire, SSL / 1915 an BSL / 1917 bei Anzio torpediert und gesunken          |
| 1915 (1898) | Brodliffe            | 5464 BRT   | k. A.                                    | 1898: ex Morayshire, SSL / 1915 an BSL / 1920: Tuscan Star (I) / 1929 verkauft           |
| 1915 (1899) | Brodlae              | 5455 BRT   | k. A.                                    | 1899: ex Kent, FSNCo / 1915 an BSL / 1920: Saxon Star (I) / 1934 außer Dienst            |
| 1915 (1899) | Brodfield            | 5455 BRT   | k. A.                                    | 1899: ex Surrey, FSNCo / 1915 an BSL / 1916 bei Scilly Island gesunken                   |
| 1915 (1890) | Brodmount            | 4045 BRT   | k. A.                                    | 1890: ex Rangatira, NZSCo / 1915 an BSL / 1920: Stuart Star (I) / 1923 ges.              |
| 1917        | Ionic Star (I)       | 5602 BRT   | Russell & Co. Ltd., Port Glasgow         | 1939 auf dem River Mersey gesunken                                                       |
| 1917        | Gaelic Star (I)      | 5602 BRT   | Russell & Co. Ltd., Port Glasgow         | 1949 verkauft                                                                            |
| 1918        | Celtic Star (I)      | 5602 BRT   | Dunlap, Bremner & Co. Ltd., Port Glasgow | 1943 torpediert und gesunken                                                             |
| 1919        | Empire Star (I)      | 7920 BRT   | Lithgows Ltd., Port Glasgow              | 1935: Tudor Star (II) / 1950 außer Dienst                                                |
| 1919        | Royal Star (I)       | 7920 BRT   | Workman, Clark & Co. Ltd., Belfast       | 1944 in Algier nach Luftangriff gesunken                                                 |
| 1919        | Albion Star (I)      | 7920 BRT   | Workman, Clark & Co. Ltd., Belfast       | 1948 außer Dienst                                                                        |
| 1919        | Norman Star          | 6996 BRT   | Dunlap, Bremner & Co. Ltd., Port Glasgow | 1950 außer Dienst                                                                        |
| 1919 (1919) | Magic Star           | 5537 BRT   | Hawthorn, Leslie & Co. Ltd., Newcastle   | 1919: ex Buteshire, SSL / 1919 an BSL / 1930 außer Dienst                                |
| 1921        | Doric Star           | 10441 BRT  | Lithgows Ltd., Port Glasgow              | 1939 im Süd-Atlantik durch das dt. Panzerschiff Admiral Graf Spee gekapert               |
| 1926        | Rodney Star          | 11884 BRT  | Palmers SB & Iron Co. Ltd., Yarrow       | 1941 bei Freetown torpediert und gesunken                                                |
| 1926        | Stuart Star          | 11884 BRT  | Palmers SB & Iron Co. Ltd., Yarrow       | 1937 bei East London gesunken                                                            |
| 1926        | Afric Star (I)       | 11884 BRT  | Palmers SB & Iron Co. Ltd., Yarrow       | 1941 im Atlantik durch dt. Hilfskreuzer HSK Kormoran gekapert und versenkt               |
| 1927        | Napier Star (I)      | 10.116 BRT | Lithgows Ltd., Port Glasgow              | 1940 bei Island torpediert und gesunken                                                  |
| 1929 (1919) | Fresno Star (I)      | 7948 BRT   | Barclay, Curle & Co. Ltd., Glasgow       | 1919: ex Woodara, British-India / 1929 an BSL / 1947 außer Dienst                        |
| 1929 (1919) | Tacoma Star (I)      | 7948 BRT   | Workman, Clark & Co. Ltd., Belfast       | 1919: ex Wangaratta, British-India / 1929 an BSL / 1942 torpediert und gesunken          |
| 1929        | Viking Star          | 6445 BRT   | Napier & Miller Ltd., Glasgow            | 1942 bei Freetown torpediert und gesunken                                                |
| 1929 (1914) | Oregon Star (I)      | 5714 BRT   | k. A.                                    | 1914: ex Port Albany, Port Line / 1929 an BSL / 1934 außer Dienst                        |
| 1930        | Sultan Star          | 12306 BRT  | Cammell Laird & Co. Ltd., Birkenhead     | 1940 bei Land’s End torpediert und gesunken                                              |
| 1930        | Tuscan Star (II)     | 11449 BRT  | k. A.                                    | 1942 bei Freetown torpediert und gesunken                                                |
| 1935        | Imperial Star (I)    | 13212 BRT  | Harland & Wolff Ltd., Belfast            | 1941 bei Tunis torpediert und gesunken                                                   |
| 1935        | Empire Star (II)     | 13212 BRT  | Harland & Wolff Ltd., Belfast            | 1942 bei den Azoren torpediert und gesunken                                              |
| 1935        | Australia Star (I)   | 13212 BRT  | Harland & Wolff Ltd., Belfast            | 1964 außer Dienst                                                                        |
| 1935        | New Zealand Star (I) | 13212 BRT  | Harland & Wolff Ltd., Belfast            | 1967 außer Dienst                                                                        |
| 1936        | Sydney Star (I)      | 13212 BRT  | Harland & Wolff Ltd., Belfast            | 1967 außer Dienst                                                                        |
| 1936        | Melbourne Star (I)   | 13212 BRT  | Cammell Laird & Co. Ltd., Birkenhead     | 1943 bei Bermuda torpediert und gesunken                                                 |
| 1936        | Brisbane Star (I)    | 13212 BRT  | Cammell Laird & Co. Ltd., Birkenhead     | 1963 außer Dienst                                                                        |
| 1939        | Wellington Star (I)  | 13212 BRT  | Harland & Wolff Ltd., Belfast            | 1940 bei Kap Finsterre torpediert und gesunken                                           |
| 1939        | Auckland Star (I)    | 13212 BRT  | Harland & Wolff Ltd., Belfast            | 1940 bei Irland torpediert und gesunken                                                  |
| 1939        | Adelaide Star (I)    | 13212 BRT  | Burmeister & Wain A/S, Kopenhagen        | 1940 torpediert und gesunken                                                             |
| 1936        | Dunedin Star (I)     | 11168 BRT  | Cammell Laird & Co. Ltd., Birkenhead     | 1942 an der S/W-afrikanischen Küste gestrandet                                           |
| 1938        | California Star (I)  | 8293 BRT   | Burmeister & Wain A/S, Kopenhagen        | 1943 bei den Azoren torpediert und gesunken                                              |
| 1938        | Canadian Star (I)    | 8293 BRT   | Burmeister & Wain A/S, Kopenhagen        | 1943 bei Neufundland torpediert und gesunken                                             |
| 1939        | Columbia Star (I)    | 8293 BRT   | Burmeister & Wain A/S, Kopenhagen        | 1950: an Lamport & Holt übertragen, Dryden                                               |
| 1939        | Pacific Star         | 7951 BRT   | k. A.                                    | 1943 bei den Kanarischen Inseln torpediert und gesunken                                  |
| 1942        | Scottish Star (I)    | 7224 BRT   | k. A.                                    | 1942 bei Trinidad torpediert und gesunken                                                |
| 1946        | Empire Star (II)     | 13181 BRT  | Harland & Wolff Ltd., Belfast            | 1971 außer Dienst                                                                        |
| 1946        | Imperial Star (II)   | 13181 BRT  | Harland & Wolff Ltd., Belfast            | 1971 außer Dienst                                                                        |
| 1946        | Melbourne Star (II)  | 13181 BRT  | Harland & Wolff Ltd., Belfast            | 1971 außer Dienst                                                                        |
| 1946 (1942) | Royal Star (II)      | 9205 BRT   | Greenock Dockyard Co. Ltd., Greenock     | 1942: für MOWT / 1946 an BSL / 1962: Caledonia Star (II) / 1971 verkauft                 |
| 1946 (1945) | Tuscan Star (II)     | 8577 BRT   | Harland & Wolff Ltd., Belfast            | 1945: / 1946 an BSL / 1948: Timaru Star / 1958: California Star (II) / 1968 außer Dienst |
| 1946        | Celtic Star (II)     | 7356 BRT   | Harland & Wolff Ltd., Belfast            | 1947 an Lamport & Holt übertragen, Murillo (I)                                           |
| 1946        | Ionic Star (II)      | 7356 BRT   | Harland & Wolff Ltd., Belfast            | 1947: Napier Star (II) / 1966 bei Uruguay gesunken                                       |
| 1946        | Gothic Star (II)     | 7356 BRT   | Harland & Wolff Ltd., Belfast            | 1947: Nelson Star (I) / 1958: Patagonia Star (II) / 1961 verkauft                        |
| 1946        | Saxon Star (II)      | 7356 BRT   | Harland & Wolff Ltd., Belfast            | 1961 verkauft                                                                            |
| 1947        | Pacific Star (II)    | 7283 BRT   | k. A.                                    | 1952 an Lamport & Holt übertragen, Lalande                                               |
| 1947        | Oregon Star (II)     | 7283 BRT   | k. A.                                    | 1952 an Lamport & Holt übertragen, Laplace                                               |
| 1948        | South Africa Star    | 8642 BRT   | Gulf Shipping Corporation, Mobile        | 1967 außer Dienst                                                                        |
| 1948        | Rhodesia Star        | 8642 BRT   | Gulf Shipping Corporation, Mobile        | 1967 verkauft                                                                            |
| 1949        | Tacoma Star (II)     | 7201 BRT   | k. A.                                    | 1957 an Lamport & Holt übertragen, Murillo (II)                                          |
| 1950        | English Star (I)     | 10174 BRT  | Fairfield SB & Eng. Co. Ltd., Glasgow    | 1971 außer Dienst                                                                        |
| 1950        | Scottish Star (II)   | 10174 BRT  | Fairfield SB & Eng. Co. Ltd., Glasgow    | ab 1967 im Suezkanal blockiert (s. Gelbe Flotte), 1970 außer Dienst                      |
| 1950        | Adelaide Star (II)   | 12924 BRT  | John Brown & Co. Ltd., Clydebank         | 1971 außer Dienst                                                                        |
| 1950        | Tasmania Star        | 12924 BRT  | Cammell Laird & Co. Ltd., Birkenhead     | 1971 außer Dienst                                                                        |
| 1952        | Wellington Star (II) | 12924 BRT  | John Brown & Co. Ltd., Clydebank         | 1971 außer Dienst                                                                        |
| 1952        | Auckland Star (II)   | 12924 BRT  | Cammell Laird & Co. Ltd., Birkenhead     | 1971 außer Dienst                                                                        |
| 1950        | Dunedin Star (II)    | 7322 BRT   | A. Stephen & Sons Ltd., Glasgow          | 1968 an Lamport & Holt übertragen, Roland                                                |
| 1951 (1944) | Fresno Star (II)     | 7053 BRT   | Short Bros. & Co. Ltd., Sunderland       | 1944: ex Vasconia, Cunard Line / 1951 an BSL / 1957 an Lamport & Holt, Millais           |
| 1952 (1946) | Fremantle Star (I)   | 9883 BRT   | Lithgows Ltd., Port Glasgow              | 1946: ex Dryden, L&H / 1952 BSL / 1958: Catalina Star / 1966 an L&H, Devis               |
| 1952 (1947) | Oregon Star (III)    | 7018 BRT   | k. A.                                    | 1947: ex Millais, L&H / 1952 an BSL / 1954 verkauft                                      |
| 1953        | Malay Star           | 4472 BRT   | W. Pickersgill & Sons Ltd., Sunderland   | 1967 an Lamport & Holt übertragen, Renoir                                                |
| 1954        | Geelong Star         | 8641 BRT   | Harland & Wolff Ltd., Belfast            | 1958 an Lamport & Holt übertragen, Defoe                                                 |
| 1954        | Seattle Star         | 8641 BRT   | Harland & Wolff Ltd., Belfast            | 1961 außer Dienst                                                                        |
| 1954        | Portland Star        | 8641 BRT   | Harland & Wolff Ltd., Belfast            | 1958 an Lamport & Holt übertragen, Delius                                                |
| 1954        | Washington Star      | 8641 BRT   | Harland & Wolff Ltd., Belfast            | 1957 an Lamport & Holt übertragen, Devis                                                 |
| 1954        | Oakland Star         | 8641 BRT   | Harland & Wolff Ltd., Belfast            | 1956 an Lamport & Holt übertragen, Debrett                                               |
| 1954 (1943) | Oregon Star (IV)     | 7040 BRT   | k. A.                                    | 1943: ex Gracia, Donaldson Line / 1954 an BSL / 1955 verkauft                            |
| 1956        | Canberra Star        | 8398 BRT   | Bremer Vulkan AG, Vegesack               | 1973: Buenos Aires Star (II) / 1979 verkauft                                             |
| 1956        | Hobart Star          | 8398 BRT   | Bremer Vulkan AG, Vegesack               | 1972: Buenos Aires Star (I) / 1973: Hobart Star / 1979 verkauft                          |
| 1956        | Newcastle Star       | 8398 BRT   | Bremer Vulkan AG, Vegesack               | 1973: Montevideo Star / 1979 verkauft                                                    |
| 1957        | Townsville Star      | 10725 BRT  | Bremer Vulkan AG, Vegesack               | 1980 außer Dienst                                                                        |
| 1957        | Gladstone Star       | 10725 BRT  | Bremer Vulkan AG, Vegesack               | 1982 verkauft                                                                            |
| 1957        | Canadian Star (II)   | 6291 BRT   | Caledon SB & Eng. Co. Ltd., Dundee       | 1972 an Lamport & Holt übertragen, Raeburn                                               |
| 1957        | Queensland Star (I)  | 10657 BRT  | Fairfield SB & Eng. Co. Ltd., Glasgow    | 1972: Brasilia Star / 1979 außer Dienst                                                  |
| 1958        | Rockhampton Star     | 10657 BRT  | Fairfield SB & Eng. Co. Ltd., Glasgow    | 1981 verkauft                                                                            |
| 1958 (1952) | Colorado Star        | 8292 BRT   | Harland & Wolff Ltd., Belfast            | 1952: ex Raeburn, L&H / 1958 an BSL / 1972 verkauft                                      |
| 1959        | Ulster Star          | 10413 BRT  | Harland & Wolff Ltd., Belfast            | 1971 außer Dienst                                                                        |
| 1960        | Fremantle Star (II)  | 8403 BRT   | Cammell Laird & Co. Ltd., Birkenhead     | 1979 verkauft                                                                            |
| 1960        | Canterbury Star      | 8403 BRT   | Cammell Laird & Co. Ltd., Birkenhead     | 1980 außer Dienst                                                                        |
| 1965        | Australia Star (II)  | 10916 BRT  | Austin & Pickersgill Ltd., Sunderland    | 1972 verkauft                                                                            |
| 1967        | Timaru Star (II)     | 8366 BRT   | k. A.                                    | 1984 verkauft                                                                            |

### Containerschiffe
| Jahr        | Name                   | Tonnage   | Container | Werft                                       | Status/Schicksal                                            |
| 1967        | New Zealand Star (II)  | 11393 BRT | 450 TEU   | Bremer Vulkan AG, Vegesack                  | 1979: Wellington Star (III) / 1993 außer Dienst             |
| 1967        | Southland Star         | 11393 BRT | 450 TEU   | Bremer Vulkan AG, Vegesack                  | 1982 verkauft                                               |
| 1971        | California Star (III)  | 19095 BRT | 820 TEU   | Bremer Vulkan AG, Vegesack                  | 1987: Fremantle Star (III) / 1998 an P&O                    |
| 1971        | Columbia Star (II)     | 19095 BRT | 820 TEU   | Bremer Vulkan AG, Vegesack                  | 1989: New Zealand Star (IV) / 1998 an P&O                   |
| 1978        | Australia Star (III)   | 17082 BRT | 1230 TEU  | Smith Dock Co. Ltd., Middlesbrough          | 1998 an P&O                                                 |
| 1978        | New Zealand Star (III) | 17082 BRT | 1230 TEU  | Smith Dock Co. Ltd., Middlesbrough          | 1991: Argentina Star (II), BSL / 1998 an P&O                |
| 1983 (1976) | Saxon Star (III)       | 11800 BRT | 640 TEU   | Kherson Works, Kherson                      | 1976: Santa Rita, Hamburg-Süd / 1983 an BSL / 1986 verkauft |
| 1988 (1980) | California Star (IV)   | 18236 BRT | 768 TEU   | Smith Dock Co. Ltd., Sunderland             | 1980: Willowbank, Bank Line / 1988 an BSL / 1996 verkauft   |
| 1989 (1979) | Columbia Star (III)    | 19636 BRT | 1120 TEU  | Bremer Vulkan AG, Vegesack                  | 1979: / 1989 an BSL / 1998 an P&O                           |
| 1989 (1979) | Napier Star (III)      | 12214 BRT | 544 TEU   | Sunderland Shipbuilders Ltd., Sunderland    | 1979: Ruddbank, Bank Line / 1989 an BSL / 1991 verkauft     |
| 1991 (1971) | America Star (II)      | 24900 BRT | 1334 TEU  | Bremer Vulkan AG, Vegesack                  | 1971: ex ACT 3 / 1991 an BSL / 1998 an P&O                  |
| 1991 (1972) | Queensland Star (II)   | 24900 BRT | 1334 TEU  | Bremer Vulkan AG, Vegesack                  | 1972: ex ACT 4 / 1991 an BSL / 1998 an P&O                  |
| 1991 (1972) | Melbourne Star (III)   | 24900 BRT | 1334 TEU  | Bremer Vulkan AG, Vegesack                  | 1972: ex ACT 6 / 1991 an BSL / 1998 an P&O                  |
| 1991 (1972) | Sydney Star (II)       | 24900 BRT | 1334 TEU  | Bremer Vulkan AG, Vegesack                  | 1972: ex ACT 7 / 1991 an BSL / 1998 an P&O                  |
| 1996 (1981) | Australia Star (IV)    | 30080 BRT | 1417 TEU  | Chantiers de l’Atlantique S.A., St. Nazaire | 1981: / 1996 an BSL / 1998 an P&O                           |
| 1998 (1977) | Brisbane Star (II)     | 27305 BRT | 1180 TEU  | Stocznia Gdanska S.A., Gdynia               | 1977: ex Lafayette, CGM / 1998 an BSL / 1998 an P&O         |
| 1998        | Adelaide Star (III)    | 11733 BRT | 1044 TEU  | Shikoku Dockyard Ltd., Takamatsu            | 1998 an P&O                                                 |
| 1999        | Southampton Star       | 11733 BRT | 1044 TEU  | Shikoku Dockyard Ltd., Takamatsu            | 1999 für P&O fertiggestellt                                 |

### Kühlschiffe
| Jahr        | Name                 | Tonnage   | Werft                           | Status/Schicksal                                         |
| 1960        | Mendoza Star         | 3666 BRT  | A. Steven & Sons, Glasgow       | 1967 verkauft                                            |
| 1963        | America Star (I)     | 7899 BRT  | Bartram & Sons, Sunderland      | 1982 verkauft                                            |
| 1963        | Montreal Star        | 7899 BRT  | Bartram & Sons, Sunderland      | 1980 außer Dienst                                        |
| 1964        | Halifax Star         | 7899 BRT  | Bartram & Sons, Sunderland      | 1972: 9220 BRT / 1983 außer Dienst                       |
| 1964        | New York Star        | 7899 BRT  | Bartram & Sons, Sunderland      | 1972: 9220 BRT / 1980 verkauft                           |
| 1964 (1956) | Genova Star          | 5137 BRT  | Eriksberg Mek. Verk., Göteborg  | 1956: ex Norefjell / 1964 an BSL / 1966 verkauft         |
| 1965 (1954) | Padova Star          | 2658 BRT  | Deutsche Werft, Hamburg         | 1954: ex Padova, F. Laeisz / 1965 an BSL / 1965 verkauft |
| 1965 (1954) | Barcelona Star       | 2658 BRT  | Deutsche Werft, Hamburg         | 1954: ex Piräus, F. Laeisz / 1965 an BSL / 1965 verkauft |
| 1974        | Afric Star (II)      | 9784 BRT  | Smith Dock Co., Sunderland      | 2001 außer Dienst                                        |
| 1974        | Andalucia Star (II)  | 9784 BRT  | Smith Dock Co., Sunderland      | 1984 verkauft                                            |
| 1974        | Avelona Star (II)    | 9784 BRT  | Smith Dock Co., Sunderland      | 1984 verkauft                                            |
| 1974        | Avila Star (II)      | 9784 BRT  | Smith Dock Co., Sunderland      | 1979 verkauft                                            |
| 1976        | Almeda Star (II)     | 9784 BRT  | Smith Dock, Sunderland          | 2001 außer Dienst                                        |
| 1976        | Almeria Star         | 9784 BRT  | Smith Dock Co., Sunderland      | 1990: Avila Star (III) / 1996 verkauft                   |
| 1976        | Trojan Star (II)     | 6671 BRT  | Drammen Slip & Verk., Drammen   | 1981 verkauft                                            |
| 1976        | Tuscan Star (III)    | 6671 BRT  | Drammen Slip & Verk., Drammen   | 1980 verkauft                                            |
| 1983        | Atlantic Star        | 10355 BRT | Sasebo Heavy Industries, Sasebo | 1988 verkauft                                            |
| 1983        | Baltic Star          | 10355 BRT | Sasebo Heavy Industries, Sasebo | 1988 verkauft                                            |
| 1983        | Pacific Star (IV)    | 10355 BRT | Sasebo Heavy Industries, Sasebo | 1988 verkauft                                            |
| 1983        | Tasman Star          | 10355 BRT | Sasebo Heavy Industries, Sasebo | 1988 verkauft                                            |
| 1985        | English Star (II)    | 10291 BRT | Harland & Wolff, Belfast        | 1997 verkauft                                            |
| 1985        | Scottish Star (III)  | 10291 BRT | Harland & Wolff, Belfast        | 1997 verkauft                                            |
| 1985        | Auckland Star (III)  | 10291 BRT | Harland & Wolff, Belfast        | 1998 verkauft                                            |
| 1985        | Canterbury Star (II) | 10291 BRT | Harland & Wolff, Belfast        | 1998 verkauft                                            |

### Tanker
| Jahr | Name               | Tonnage   | Werft                                | Status/Schicksal |
| 1954 | Pacific Star (III) | 11218 BRT | W. Hamilton & Co. Ltd., Port Glasgow | 1964 verkauft    |